# Przydatki (gmina Ławaryszki)
Przydatki (lit. Pridotkai) – opuszczony folwark na Litwie, w rejonie wileńskim, 4 km na północ od Ławaryszek.

## Historia
W dwudziestoleciu międzywojennym leżały w Polsce, w województwie wileńskim, w powiecie wileńsko-trockim, w gminie Mickuny.
Po II wojnie światowej w granicach Związku Sowieckiego. Od 1991 na niepodległej Litwie.